# Ricochet (luchador)
Trevor Mann (11 de octubre de 1988, Paducah, Kentucky, Estados Unidos) es un luchador profesional estadounidense que actualmente trabaja para All Elite Wrestling. Es famoso por su desempeño en las empresas NJPW, Lucha Underground y WWE, habiendo trabajado para esta última en la marca RAW bajo el nombre de Ricochet. A lo largo de su carrera ha utilizado otros nombres artísticos como Prince Puma, Lord Ricochet y Helios. 
Mann es tres veces Campeón Mundial, al ser una vez Campeón Mundial de PWG y dos veces Campeón de Lucha UndergroundTambién fue una vez Campeón Norteamericano de NXT, una vez Campeón De Los Estados Unidos de la WWE, tres veces Campeón en Parejas Peso Pesado Junior de la IWGP con Matt Sydal y Ryusuke Taguchi, tres veces Campeón en Parejas 6-man NEVER de Peso Abierto con Matt Sydal, Satoshi Kojima, David Finlay y Hiroshi Tanahashi, Campeón de Tríos de Lucha Underground con Dragón Azteca Jr. y Rey Mysterio. Además, fue el ganador de dos veces en Battle of Los Angeles (2014 y 2017), Best of the Super Juniors (2014), también en Aztec Warfare y también ganador del Dusty Rhodes Tag Team Classic 2019 junto a Aleister Black, actualmente es el inaugural Campeón Speed de WWE.

## Carrera

### Pro Wrestling Guerrilla (2010 - 2018)
Ricochet hizo su debut en PWG el 4 de septiembre de 2010 participando en el torneo Battle of Los Angeles, pero en la primera ronda perdió contra Claudio Castagnoli, la noche siguiente formó equipo con Johnny Goodtime y Rocky Romero siendo derrotados por The Fightin' Taylor Boys (Chuck Taylor, Ryan Taylor y Brian Cage-Taylor). El 9 de octubre en The Curse of Guerrilla Island consiguió su primera victoria en la promoción, derrotando a El Genérico. El 9 de abril de 2011 en Card Subject to Change III obtuvo una lucha por el Campeonato en Parejas de PWG, reemplazando a Paul London, haciendo pareja con El Genérico pero fueron derrotados por The Young Bucks, a pesar de que El Genérico lo culpó por la derrota, los dos se unieron nuevamente en All Star Weekend 8 pero perdieron contra Kevin Steen y Akira Tozawa, sin embargo la noche siguiente consiguió una nueva victoria contra Willie Mack. El 23 de julio en EIGHT se unió de nuevo con El Genérico, siendo derrotados por Roderick Strong y Alex Shelley. El 22 de octubre en Steen Wolf consiguió otra victoria individual sobre Chuck Taylor.

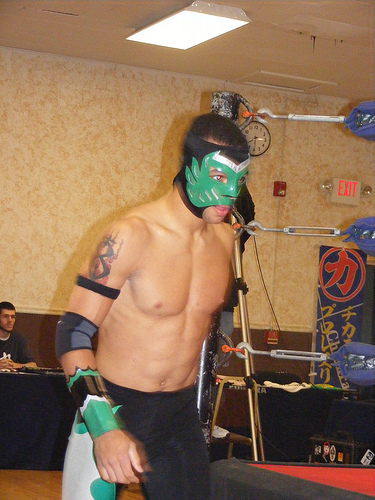
Enmascarado bajo el nombre de Helios en un evento de Chikara.

El 29 de enero de 2012 en Kurt Russellreunion 3 formó pareja con CIMA conocidos juntos como Blood Warriors, pero fueron derrotados por RockNES Monsters (Johnny Goodtime & Johnny Yuma). El 25 de mayo luchó en el evento principal de Death to All But Metal, siendo derrotado por El Genérico. En septiembre participó en el torneo Battle of Los Ángeles, derrotando en primera ronda al Campeón Mundial de PWG, Kevin Steen tras la interferencia de Brian Cage, en la segunda ronda derrotó a Roderick Strong, pero en la semifinal fue derrotado por Michael Elgin. El 27 de octubre en Failure to Communicate obtuvo una lucha por el Campeonato Mundial de PWG contra Michael Elgin y el campeón defensor, Kevin Steen quien finalmente retuvo el título.
El 12 de enero de 2013 participó en el torneo por parejas DDT4, junto a Rich Swann haciendosen llamar The Inner City Machine Guns, pero en la primera ronda fueron derrotados por The Young Bucks. En marzo en All Star Weekend 9 de nuevo formaron pareja derrotando a Samuray del Sol y AR Fox, la noche siguiente formó equipo con Swann y AR Fox, pero fueron derrotados por Kevin Steen, Brian Cage y Michael Elgin. El 9 de agosto en TEN, Ricochet y Swann contra DojoBros (Roderick Strong & Eddie Edwards) y The Young Bucks por el campeonato en parejas de PWG en un Ladder Match pero no lograron ganar. El 20 de diciembre en All Star Weekend X formó equipo con Rich Swann & AR Fox para enfrentar a Mount Rushmore (Kevin Steen & The Young Bucks) pero fueron derrotados, la noche siguiente derrotó a Davey Richards.

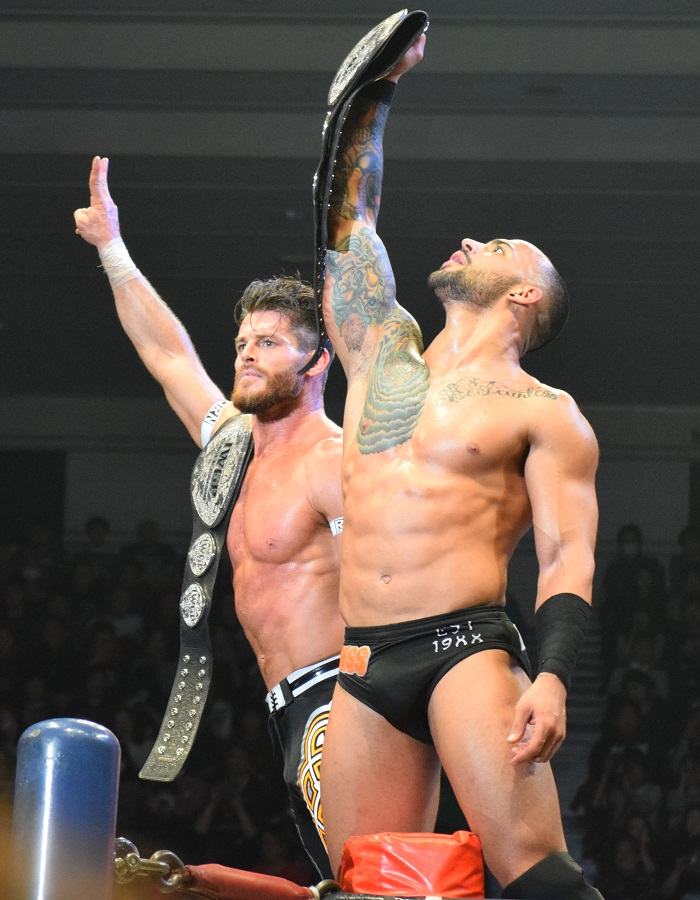
Matt Sydal y Ricochet con los IWGP Junior Heavyweight Tag Team Championships.

En enero de 2014 participó en el torneo por parejas DDT4 junto a Rich Swann, derrotando a ACH y AR Fox en la primera ronda y a Brian Cage y Michael Elgin en la semifinal, pero en la final fueron derrotados por Best Friends (Chuck Taylor & Trent?). En Mystery Vortex II Ricochet y Swann enfrentaron a Elgin & Cage y ACH & AR Fox en una Three Way Tag Team Match donde Elgin y Cage obtuvieron la victoria. El 23 de mayo en Sold our Soul for Rock 'n Roll derrotó a ACH. Ricochet partició en la edición 2014 del torneo Battle of Los Angeles, derrotando a Chris Sabin, T.J. Perkins y Kenny Omega para llegar a la final donde derrotó a Roderick Strong y Johnny Gargano ganando el torneo y obteniendo una oportunidad por el campeonato mundial de PWG el 12 de diciembre en Black Cole Sun donde fue derrotado por Kyle O'Reilly.
El 27 de febrero de 2015 en From Out of Nowhere derrotó a Matt Sydal. El 22 de mayo participó en el torneo por parejas DDT4 junto a Rich Swann derrotando a Biff Busick y Drew Gulak en la primera ronda, pero en la siguiente ronda fueron derrotados por Andrew Everett y Trevor Lee.

### Lucha Underground (2014-2016)
En 2014, se informó que Ricochet había firmado con la nueva serie de televisión de El Rey Network, Lucha Underground. Él asumió el personaje enmascarado conocido en el ring bajo el nombre de Prince Puma, un joven latino descubierto por Konnan quién se convirtió en su mánager. Puma luchó en el evento principal del episodio debut de Lucha Underground el 13 de septiembre siendo derrotado por Johnny Mundo. En el episodio transmitido el 15 de septiembre de 2014 (Grabado el 14 de septiembre de 2014), Puma derrotó a otros 19 luchadores en un Aztec Warfare match convirtiéndose en el primer campeón de Lucha Underground. Puma hizo su primera defensa titular en el episodio del 26 de septiembre derrotando a Fénix, pero tras esto fue atacado por Cage con el cual entró en feudo. Puma debió defender el título frente a Cage en el episodio del 3 de octubre pero durante el combate Cage se hizo descalificar para luego atacar a Puma y su mánager Konnan. El 29 de octubre Puma fue derrotado por Cage por lo cual este consiguió una nueva oportunidad por el título, lucha que se dio en el episodio del 3 de noviembre siendo un Boyle Heighs Street Fight, donde Puma logró retener el campeonato, finalizando su rivalidad con Cage. Puma consiguió retener el título frente a King Cuerno y Drago en los episodios transmitidos el 4 y 10 de diciembre respectivamente.

### Circuito Independiente (2016-2018)
Ricochet ganó el Ironman Heavymetalweight Championship de Dramatic Dream Team tras vencer en un improvisado Fatal 4 Way a Willie Mack, Joey Ryan y al entonces campeón Johnny Mundo, ya que este campeonato se rige por la regla 24/7. Instantes después, lo perdió en manos de Brian Metz tras firmar accidentalmente un acta de entrega de campeonato.

### WWE (2018-presente)

#### NXT (2018-2019)
El 16 de enero de 2018, se anunció que Ricochet firmó un contrato de desarrollo con WWE, ingresando al Performance Center. El 28 de marzo en NXT, tuvo una aparición especial en una entrevista de la oficina de William Regal donde anunció su debut en NXT TakeOver: New Orleans. En dicho evento luchó por el Campeonato Norteamericano, pero fue ganado por Adam Cole. El 9 de mayo en el episodio de NXT, Ricochet dejó en claro sus intenciones de perseguir el Campeonato de NXT, pero se encontró desafiado con Velveteen Dream. Procedieron a tener un combate más tarde en el show, pero se dictaminó que no hubo disputa cuando ambos hombres fueron atacados por Lars Sullivan. En NXT TakeOver: Chicago II, Ricochet derrotó a Velveteen Dream.  
Ricochet luego se peleó con Adam Cole y The Undisputed Era, sobre el Campeonato Norteamericano de Cole. El 18 de agosto en NXT TakeOver: Brooklyn 4, Ricochet derrotó a Cole coronándose como Campeón Norteamericano de NXT, siendo este su primer campeonato con la WWE. En NXT TakeOver: War Wames hizo equipo con Pete Dunne y The War Raiders derrotando a The Undisputed Era. El 12 de diciembre en NXT defendió con éxito su título ante Tyler Breeze. En NXT TakeOver: Phoenix perdió el Campeonato Norteamericano ante Johnny Gargano.

#### 2019
Ricochet debutó el 18 de febrero del 2019 en Raw haciendo equipo con Finn Balor derrotando a Bobby Lashley y Lio Rush. Luego participó en varias luchas por parejas junto a Aleister Black tanto en SmackDown, como en Raw, comenzando un feudo con The Revival (Scott Dawson y Dash Wilder). El 4 de marzo en Raw junto a Aleister Black se enfrentaron a The Revival por los Campeonatos en Parejas de Raw, pero el combate quedó en descalificación. En Fastlane volvieron a luchar por los campeonatos en contra de Bobby Roode y Chad Gable y The Revival, pero ganaron estos últimos, al igual que el 1 de abril en Raw. En WrestleMania 35 Black y Ricochet tuvieron otra oportunidad, esta vez por los Campeonatos en Parejas de SmackDown, luchando contra The Usos, Cesaro & Sheamus y Rusev & Shinsuke Nakamura, pero fueron derrotados. Tras esto, el 15 de abril fue llevado a Raw debido al Superstars Shake-Up, dejando de hacer equipo con Aleister Black y pasando a luchar individualmente.
En Money In The Bank luchó en el Money In The Bank Ladder Match contra Randy Orton, Baron Corbin, Drew McIntyre, Mustafa Ali, Finn Balor y Andrade, pero fue derrotado por el entrante de último minuto Brock Lesnar. A finales de mayo comenzó un pequeño feudo con Cesaro, siendo derrotado en el primer combate, pero derrotándole en los siguientes dos. El 7 de junio en WWE Super Show-Down participó en el 51-Man Battle Royal, pero fue eliminado por Cesaro. 
El 17 de junio en Raw derrotó a Cesaro, Bobby Lashley, Braun Strowman y The Miz, convirtiéndose en el retador n.º 1 al Campeonato de los Estados Unidos. El 23 de junio en Stomping Grounds tuvo su oportunidad, derrotando a Samoe Joe y ganando el Campeonato de los Estados Unidos. El 1 de julio en Raw retuvo exitosamente el título ante AJ Styles, pero tras la lucha fue atacado por él, Luke Gallows y Karl Anderson. En Extreme Rules perdió el Campeonato de los Estados Unidos ante AJ Styles, terminando con su reinado de 21 días. Tuvo su revancha ante Styles por el título en SummerSlam, pero no logró ganar. 
Ricochet compitió en el torneo King of the Ring, donde derrotó a Drew McIntyre el 26 de agosto en la primera ronda, pero fue eliminado por Baron Corbin en las semifinales.El 31 de octubre en Crown Jewel formó parte del equipo de Hulk Hogan (Roman Reigns, Rusev, Mustafa Ali, Chad Gable y Ricochet) derrotando al equipo de Ric Flair (Randy Orton, Baron Corbin, Bobby Lashley, Shinsuke Nakamura y Drew McIntyre). Durante esas semanas, comenzó una pequeña rivalidad con Randy Orton, siendo atacado por él en varias ocasiones. Sin embargo, el 18 de noviembre, Orton lo eligió como su compañero sorpresa para enfrentarse a The Viking Raiders, pero la lucha terminó sin resultado. En Survivor Series participó en el Team Raw enfrentándose al Team SmackDown y Team NXT, pero fue eliminado por Baron Corbin y perdiendo su equipo. El 16 de diciembre en Raw participó en un Gauntlet Match para convertirse en el retador #1 al Campeonato de los Estados Unidos, logró derrotar a Akira Tozawa, Tony Nese y Matt Hardy, pero fue derrotado por Humberto Carrillo.

#### 2020
El 20 de enero interrumpió una promo del Campeón de la WWE Brock Lesnar, para posteriormente ser atacado por el. En Royal Rumble participó en el Royal Rumble Match entrando como número #15, durante la lucha colaboró en la eliminación de Brock Lesnar aplicándole un Low Blow, pero fue eliminado por Drew McIntyre. En el Raw del 3 de febrero derrotó al Campeón en Parejas de Raw Seth Rollins y Bobby Lashley en una Triple Threat Match para convertirse en el contendiente #1 al Campeonato de la WWE de Brock Lesnar en Super Show-Down, Tras la lucha volvió a ser atacado por Lesnar. En el evento del 27 de febrero, Ricochet fue rápidamente derrotado por Brock Lesnar en menos de dos minutos. 
En el Raw del 2 de marzo se enfrentó a Riddick Moss por el Campeonato 24/7, sin embargo perdió. Luego, Ricochet formaría un equipo con Cedric Alexander en el episodio de Raw del 6 de abril cuando derrotaron a Oney Lorcan y Danny Burch. En verano, Ricochet y Alexander comenzarían un feudo con The Hurt Business (MVP, Bobby Lashley y Shelton Benjamin) después de que lesionaron a su amigo Apollo Crews. Sin embargo, en el episodio del 7 de septiembre de Raw, Alexander traicionó a Ricochet y Crews durante una lucha por equipos de seis hombres contra The Hurt Business, atacándolos y uniéndose a The Hurt Business, disolviendo así al equipo. Tras esto, se enfrentó a Cedric Alexander el 14 de septiembre, siendo derrotado. 
En Survivor Series participó en un Dual Brand Battle Royal, pero fue eliminado por Shelton Benjamin. A finales de año comenzó un feudo con Retribution, en donde Mustafa Ali quería que se uniera a ellos, pero Ricochet se negó, teniendo diversos combates semanales contra ellos en Raw y siendo atacado posteriormente.

#### 2021
En el evento especial WWE Superstar Spectacle trasmitido el 26 de enero hizo equipo con Rey Mysterio, Dilsher Shanky y Giant Zanjeer derrotando a Cesaro, Dolph Ziggler, King Corbin y Shinsuke Nakamura. En Royal Rumble participó en el Royal Rumble Match entrando como número #12, pero fue eliminado por Kane. En el kick-off de Elimination Chamber se enfrentó a Mustafa Ali, Elias y John Morrison en donde el ganador tendría una oportunidad al Campeonato de los Estados Unidos esa misma noche, pero ganó este último. El 9 de abril en SmackDown, participó en el André the Giant Memorial Battle Royal, formando parte de los varios luchadores que eliminaron a Cedric Alexander, también eliminó a Mustafa Ali, sin embargo fue eliminado por Jey Uso. En mayo tuvo un feudo con Mustafa Ali en el programa Main Event. En Backlash retó a Sheamus por el Campeonato de los Estados Unidos, pero fue derrotado. Tras esto, el 24 de mayo en Raw salvó a Humberto Carrillo de un ataque de Sheamus, comenzando un feudo con él. La semana siguiente derrotó a Sheamus en un combate individual. A finales de junio comenzó un breve feudo con John Morrison y The Miz. El 12 de julio se enfrentó a John Morrison en un combate Falls Count Anywhere, quien está acompañado de Miz. Sin embargo, Ricochet logra derrotarlo gracias a una distracción de Matt Riddle. En Money in the Bank participó en el Money In The Bank Ladder Match, pero fue ganado por Big E. El 2 de agosto hizo equipo con Damian Priest derrotando a John Morrison y Sheamus, terminando su feudo. El 27 de septiembre en Raw se enfrentó a Regginald por el Campeonato 24/7, pero el combate quedó sin resultado. 
El 4 de octubre debido al Draft 2021 fue traspasado de Raw a SmackDown. Participó en el torneo King Of The Ring, pero fue derrotado por Xavier Woods el 11 de octubre en Raw. En Survivor Series, participó en el 25-Man Dual Brand Battle Royal en conmemoración a los 25 años de carrera de The Rock, eliminando a T-BAR, sin embargo fue el último eliminado por Omos. 5 días después en SmackDown, participó en el Black Friday Invitational Battle Royal por una oportunidad al Campeonato Universal de la WWE de Roman Reigns, sin embargo fue eliminado por Sheamus. En el SmackDown! emitido el 24 de diciembre, participó en el 12 Days for Christmas Gauntlet Match por una oportunidad por el Campeonato Intercontinental de la WWE de Shinsuke Nakamura, entrando de noveno, eliminando a Sheamus, Humberto y a Jinder Mahal, sin embargo fue eliminado de último por Sami Zayn.

#### 2022
En Day 1, Ricochet hizo equipo con Cesaro siendo derrotados por Sheamus y Ridge Holland en el kick-off. En Royal Rumble, participó en el Royal Rumble Match entrando como en el #12, pero fue eliminado por Baron Corbin.
En el episodio del 4 de marzo de SmackDown, Ricochet derrotó a Sami Zayn con ayuda del actor de Jackass, Johnny Knoxville, para ganar su primer Campeonato Intercontinental. La semana siguiente tuvo su primera defensa éxitosa contra Sami Zayn en el combate de revancha. Tras esto comenzó una pequeña rivalidad con Angel Garza y Humberto Carrillo, reteniendo el campeonato ante ellos el 1 de abril en SmackDown. En la episodio del 15 de abril, defendería con éxito el campeonato ante Jinder Mahal, y dos semanas más tarde, lo retuvo contra Shanky pese a la interferencia de Mahal. El 20 de mayo salvo a Drew Gulak de un ataque de Gunther, comenzando un feudo con este y su aliado Ludvig Kaiser. Finalmente, el 10 de junio perdió el Campeonato Intercontinental contra Gunther. Tuvo su revancha el 24 de junio en SmackDown, pero no logró ganar. 
En agosto tuvo un feudo con Baron Corbin, tras derrotarle el 5 de agosto gracias a la ayuda de Pat McAfee. En el episodio del 30 de agosto de NXT, Ricochet regresó -temporalmente- a la marca desde su último combate en 2018, comenzando una rivalidad a Carmelo Hayes por el Campeonato Norteamericano de NXT. Se realizó una lucha entre los dos para Worlds Collide el 4 de septiembre, donde fue derrotado por Hayes. 
En el episodio del 2 de diciembre de SmackDown, Ricochet ganó la Copa Mundial de SmackDown, derrotando a Santos Escobar en la final y convertirse en el contendiente #1 por el Campeonato Intercontinental. Este combate sería una revancha esperada, puesto que ambos se conocían por su paso en Lucha Underground. Ricochet se enfrentó al campeón Gunther el 16 de diciembre por el título, pero no tuvo suficiente fuerza para destronar el reinado de Gunther.

#### 2023-2024
Iniciando el año, formaría un equipo con Braun Strowman. Ambos formaron parte de un torneo que determinaba a los contendientes #1 al Campeonato en Parejas de SmackDown del cual no estaban anunciados, ya que en realidad ocuparon el lugar de Sheamus y Drew McIntyre tras ser estos atacados en backstage. En el episodio del 27 de enero de SmackDown, Ricochet y Strowman vencieron en la ronda de semifinales a Hit Row para clasificarse a la final. Al día siguiente en Royal Rumble, entró al Royal Rumble match como el #28, siendo eliminado por Austin Theory. En WrestleMania 38, él y Strownan participaron en el WrestleMania Showcase match de varones enfrentándose en un Fatal 4 Way a Alpha Academy (Chad Gable & Otis), The Viking Raiders (Erik & Ivar) y The Street Profits (Angelo Dawkins & Montez Ford), con victoria de estos últimos.
Como parte del Draft, Ricochet fue seleccionado para la marca Raw. En el episodio del 29 de mayo, se enfrentó y lograría vencer a The Miz para calificar para el Men's Money in the Bank Ladder match. En Money in the Bank, intentó descolgar el maletín, pero fracasaría. Posteriormente, Ricochet entraría en un feudo con el famoso youtuber Logan Paul, enfrentándose ambos en SummerSlam, siendo derrotado al recibir un golpe con un puño de acero.
El 26 de abril de 2024, Ricochet ganó el torneo para coronar al primer Campeón Speed al derrotar a Johnny Gargano, pero el 14 de junio, lo perdió ante Andrade , poniendo fin a su reinado a los 42 días.
El 8 de junio, se informó que Ricochet informó a la WWE que dejaría la empresa cuando su contrato expirara más tarde ese verano.  En el episodio del 10 de junio de Raw , ayudó a Ilja Dragunov a luchar contra Bron Breakker después de su combate. Más tarde, Ricochet fue atacado por Breakker en el estacionamiento y fue sacado en camilla en una ambulancia para sacarlo de la televisión.  El 29 de junio, el perfil de Ricochet en el sitio web de la WWE se trasladó a la sección de exalumnos.  Al día siguiente, se informó que su contrato había expirado, poniendo fin a su mandato de seis años con la promoción. 
En junio de 2024, Ricochet informó a la WWE su intención de no renovar el vínculo contractual que lo unía con la compañía, por lo que fue quitado de las storylines en las que se encontraba involucrado.Semanas después, fue añadido a la sección WWE: Alumni, que reúne a los luchadores que fueron empleados por la empresa alguna vez. 

### All Elite Wrestling (presente)
Luego de su partida de la WWE, Ricochet decidió pactar un contrato de múltiples años de duración con la empresa estadounidense All Elite Wrestling y, de acuerdo al medio especializado Fightful Select, se espera que su debut tenga lugar en los eventos que su nuevo empleador tiene programado en Londres.

## Campeonatos y logros
- CHIKARA
  - Young Lions Cup V

- Dragon Gate
  - Dragon Gate Open the Brave Gate Championship (1 vez)
  - Dragon Gate Open the Triangle Gate Championship (1 vez) – con CIMA y Dragon Kid
  - Dragon Gate Open the Twin Gate Championship (1 vez) – con CIMA

- Dragon Gate USA
  - DGUSA Open the United Gate Championship (2 veces) – con CIMA (1) y Masato Yoshino (1)

- Pro Wrestling Guerrilla
  - PWG World Championship (1 vez)
  - Battle of Los Angeles (2014)
  - Battle of Los Angeles (2017)

- Lucha Underground
  - Lucha Underground Championship (2 veces, inaugural)
  - Lucha Underground Trios Championship (1 vez) con Dragón Azteca Jr. y Rey Mysterio
  - Aztec Warfare I

- New Japan Pro-Wrestling
  - IWGP Junior Heavyweight Tag Team Championship (3 veces) - con Matt Sydal (2), Ryusuke Taguchi (1)
  - NEVER Openweight 6-Man Tag Team Championship (3 veces) - con Matt Sydal & Satoshi Kojima (1), Matt Sydal & David Finlay (1), Hiroshi Tanahashi & Ryusuke Taguchi (1)
  - Best of the Super Juniors (2014)
  - Super Jr. Tag Tournament (2015) - con Matt Sydal

- World Wrestling Entertainment/WWE
  - WWE Intercontinental Championship (1 vez)
  - WWE United States Championship (1 vez)
  - WWE Speed Championship (1 vez e inaugural)
  - WWE (SmackDown) World Cup (Tercer ganador)
  - NXT North American Championship (1 vez)
  - Dusty Rhodes Tag Team Classic (Cuarto ganador) - con Aleister Black
  - NXT Year–End Award - Estrella Destacada del Año (2018)

- Pro Wrestling Illustrated
  - Situado en el 386 de los PWI 500 en 2007
  - Situado en el 305 de los PWI 500 en 2008[22]
  - Situado en el 261 en los PWI 500 de 2009
  - Situado en el 407 en los PWI 500 de 2010
  - Situado en el 396 en los PWI 500 de 2011
  - Situado en el 227 en los PWI 500 de 2012
  - Situado en el 127 en los PWI 500 de 2013
  - Situado en el 53 en los PWI 500 de 2014
  - Situado en el 16 en los PWI 500 de 2015
  - Situado en el 15 en los PWI 500 de 2016
  - Situado en el 46 en los PWI 500 de 2017
  - Situado en el 35 en los PWI 500 de 2018
  - Situado en el 21 en los PWI 500 de 2019
  - Situado en el 56 en los PWI 500 de 2020
  - Situado en el 145 en los PWI 500 de 2021
  - Situado en el 54 en los PWI 500 de 2022

- Wrestling Observer Newsletter
  - Best Flying Wrestler (2011)[23]
  - Best Wrestling Maneuver (2010-2011) Double Rotation Moonsault[24][23]
  - Lucha 5 estrellas (2016) con Matt Sydal y Will Ospreay vs. Adam Cole y The Young Bucks (Matt Jackson & Nick Jackson) el 3 de septiembre66
  - Lucha 5 estrellas (2018) vs. EC3 vs. Killian Dain vs. Adam Cole vs. Lars Sullivan vs. Velveteen Dream en NXT TakeOver: New Orleans el 7 de abril